# É Natal, os sinos estão tocando

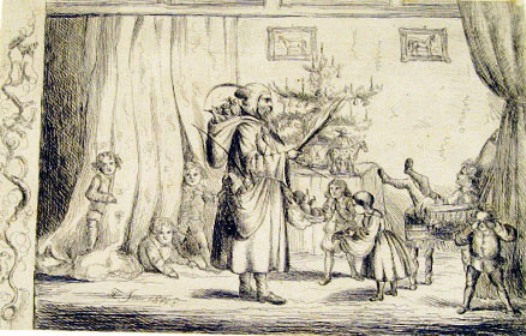
Neste desenho de 1848, o Pai Natal entrega os presentes às crianças junto ao pinheiro de Natal.

"É Natal" ou "É Natal, os sinos estão tocando" é um fado de Natal com música de Artur Ribeiro e letra e interpretação de Fernando Farinha. Integrou a trilha sonora do filme português de 1963 O Miúdo da Bica, realizado por Constantino Esteves.
Foi também interpretado por outros artistas como Clemente, Fernando Madeira e Jorge Ferreira.

## Letra
A letra de faz uma descrição do Natal português com os sinos das igrejas a tocar, famílias reunidas em oração e a visita do Pai Natal com presentes para as crianças. Reflete também sobre a mensagem de perdão e fraternidade do nascimento de Jesus.

## Discografia
- 1971 — Feliz Natal. Fernando Madeira. Marfer. Faixa 8.
- 1997 — Natal com Jorge Ferreira e Família. Jorge Ferreira. PMW. Faixa 4.
- 2007 — Canções de Natal. Lenita Gentil & Natalino de Jesus. Ovação. Faixa 1.
- 2012 — Emoções. Rosita. Espacial. Faixa 5.
- 2014 — Christmas Around the World. Júlia da Silva. ARB Music. Faixa 13.
- 2014 — Natal Músicas e Canções. Banda a todos um bom Natal. Vidisco. Faixa 5.